# Сейсмічність Туреччини
Територія Туреччини характеризується вкрай підвищеною сейсмічністю.

## Загальна характеристика
Близько 4 % території Туреччини розташовані в зонах руйнівних землетрусів (магнітудою 7 M ww). Майже всі сильні землетруси належать до середньо- і малоглибинних.
Виділяється декілька основних сейсмічних зон:
- Егейсько-Мармуровоморська зона;
- Північно-Анатолійська зона;
- Центральноанатолійська зона.

За підсумками вивчення передумов, причин та наслідків нищівних землетрусів у лютому 2023 року, турецькі вчені та фахівці визначили всього 110 небезпечних районів на лінії сейсмічного розлому в Туреччині та представили карту найбільш ризикованих регіонів з погляду сейсмічної небезпеки.
Перелік провінцій Туреччини за рівнем ризику землетрусів має наступний вигляд:
- Перший рівень ризику землетрусів, до якого увійшли всі постраждалі в лютневих катастрофах 2023 року провінції: Ізмір, Балікесір, Маніса, Мугла, Айдин, Денізлі, Іспарта, Ушак, Бурса, Біледжик Ялова, Сакар'я, Дюздже, Коджаелі, Кіршехір, Хатай, Бартін, Чанкірі, Токат, Амасія, Чанаккале, Ерзінджан, Тунджелі, Бінгол і Муш, Хаккарі, Османія, Кириккале та Сіірт.
- Другий ступінь ризику землетрусів, до якого віднесені: Текірдаг, Стамбул (1-й та 2-й райони), Бітліс, Кахраманмарас, Ван, Адіяман, Ширнак, Зонгулдак, Афьйон, Анталія, Самсун, Карс, Ерзурум, Батман, Ардахан, Ігдір, Адана, Діяр, Малатья, Ескішехір, Кутахья, Ушак, Агрі, Корум.

За словами голови відділення Палати інженерів-геологів (JMO) геофізика Байрама Алі Челтика: «Лінія розлому "не рухалася" протягом 500 років, але все може змінитися. За фактом це може бути сейсмічний розрив. Сьогодні ми бачимо, до чого це спричинило. У нас є подібні розриви в Анталії, Аксу, Коркутелі, Дошемеалті. У нашій бухті (анталійській) є зона субдукції (лінійна зона на межі літосферних плит, уздовж якої відбувається занурення одних блоків земної кори під інші, результатом їхньої взаємодії є сильні землетруси в цій зоні). Але ми не знаємо, коли точно станеться землетрус», — заявив геофізик.
29 січня 2025 року в науковому виданні Science Daily було опубліковано дослідження вчених Геттінгенського університету, за результатами якого підтверджено взаємодію геологічних процесів в глибинах Землі та змін на її поверхні, зокрема вплив масивного складчастого нагір'я Загрос на вигин земної кори в цій місцевості. Вчені виявили, що океанічна плита Неотетіс, яка колись розділяла Аравійський та Євразійський континенти, розривається горизонтально, і цей процес поширюється від південного сходу Туреччини до північного заходу Ірану. Коли континенти зближуються, океанічне дно занурюється під один із них, що згодом призводить до зіткнення континентальних мас і утворення гірських хребтів. Під їхньою вагою земна кора прогинається, створюючи глибокі западини. Змодельована вченими западина в регіоні гір Загрос має глибину 3–4 км, і її формування неможливо пояснити лише вагою гірських мас. Додаткову роль відіграє занурення залишків океанічної плити, яка все ще з’єднана з Аравійською плитою і тягне регіон вниз. Ці результати підтверджують, що глибокі тектонічні процеси мають визначальний вплив на формування земної поверхні та природних ландшафтів. Геодинамічна модель, розроблена в рамках дослідження, відкриває нові можливості насамперед в оцінці ризиків майбутніх землетрусів, як на території Туреччини, так і Ірану. 

## Землетруси у минулі століття
В Егейсько-Мармуровоморській зоні, починаючи з XI ст., сталося близько 350 землетрусів. У Північно-Анатолійській зоні найактивнішим є західний відрізок довжиною близько 900 км. У Центральноанатолійській зоні, яка включає численні центри землетрусів, найсильніший землетрус магнітудою М 9 відбувся у 1912 році.

## Землетруси XXI століття

### 2022
28 січня, о 06:57 (за місцевим часом) у Середземному морі поблизу узбережжя Туреччини стався сильно відчутний (за шкалою інтенсивності МSK-64) землетрус магнітудою 4,3 балів (за шкалою Ріхтера). Епіцентр землетрусу знаходився за 82,60 км від узбережжя району Газіпаша турецької провінції Анталія. З посиланням на видання Anadolu Agency, поштовхи були зафіксовані на глибині 3,32 км від поверхні моря.

### 2023
6 лютого, серія катастрофічних і смертоносних землетрусів вразила південну та центральну Туреччину та частини північної Сирії. Це сталося за 34 км (21 милю) на захід від міста Газіантеп о 04:17 TRT (01:17 UTC), спричинивши масштабні руйнування та десятки тисяч жертв у регіоні. З магнітудою щонайменше 7,8 M ww це найсильніший землетрус з 1939 року і найсильніший зареєстрований землетрус, який вразив Туреччину в сучасний час. Це один із найпотужніших землетрусів, коли-небудь зареєстрованих у Леванті. Структурної шкоди внаслідок землетрусу зазнали також Ізраїль, Ліван та Кіпр.
18 лютого, у вечірній час, на південному сході Туреччини у провінції Кахраманмараш, яка постраждала від руйнівного землетрусу 6 лютого, знову відбулися підземні поштовхи. Як повідомило видання Hurriyet, з посиланням на Директорат з ліквідації наслідків стихійних лих і надзвичайних ситуацій (AFAD), землетрус магнітудою 5,1 M ww стався о 22:31 за місцевим часом (о 21:31 за київським часом) в районі міста Гексун. Епіцентр землетрусу знаходився на глибині 12,18 км. Поштовхи відчувалися також у навколишніх містах.
20 лютого, на півдні Туреччини у провінції Хатай сталося два землетруси. Згідно з повідомленням Директорату з ліквідації наслідків стихійних лих і надзвичайних ситуацій (AFAD), перший поштовх магнітудою 6,4 M ww був зафіксований о 20:04 (за місцевим часом), другий магнітудою 5,8 — о 20:07. Епіцентри знаходилися в районах Дефне та Самандаг відповідно. Осередок першого землетрусу залягав на глибині 16,7 км, другого — 7 км. Землетрус відчувався у сусідніх провінціях, а також у Сирії, Лівані, Йорданії, Іраку, Палестині, Ізраїлі та Лівані. За попередніми даними, під час землетрусів загинуло шестеро  людей, 294 дістали поранень. За повідомленням турецьких ЗМІ з посиланням на Директорат з ліквідації наслідків стихійних лих і надзвичайних ситуацій (AFAD), тільки наступного дня сталося близько 90 повторних сейсмічних поштовхів. Магнітуда найпотужнішого афтершоку становила 5,8 M ww.
23 лютого, о 18:53 (за місцевим часом), на півдні Туреччини в районі Дефне провінції Хатай стався сильний землетрус магнітудою 5,0 M ww. За даними Директорату з ліквідації наслідків стихійних лих і надзвичайних ситуацій (AFAD), епіцентр землетрусу залягав на глибині 9,76 км під землею. Босфорський університет, обсерваторія Канділлі та Інститут досліджень землетрусів, з іншого боку, заявили, що глибина землетрусу становила 8,1 км.
24 лютого, о 20:19 за місцевим часом (о 19:19 за київським часом), в районі міста Гюрюн провінції Сівас, який раніше було оголошено зоною стихійного лиха, стався землетрус магнітудою 4,7 M ww. Землетрус стався на глибині близько 5,3 км.
24 лютого, о 23:25 (за місцевим часом), в районі Пютюрге міста Малатья турецької провінції Малатья, стався землетрус магнітудою 4,7 M ww. Підземні поштовхи були зафіксовані на глибині 7 км.
25 лютого, о 13.27 (за місцевим часом), в районі Бор турецької провінції Нігде, стався землетрус магнітудою 5,3 M ww. Землетрус стався на глибині 7 км.
27 лютого, приблизно о 12:04 (за місцевим часом), в районі Єшилютр турецької провінції Малатья, стався землетрус магнітудою 5,6 M ww. В результаті землетрусу обрушилися 25 будівель, загинула одна людина, 69 отримали поранення, — про це повідомило агентство Анадолу з посиланням на Директорат з ліквідації наслідків стихійних лих і надзвичайних ситуацій (AFAD).
11 березня, о 22:35 (за місцевим часом), в районі Юрегір турецької провінції Адана, стався землетрус магнітудою 4,0 M ww. Осередок підземних поштовхів залягав на глибині 6,88 км.
12 березня, о 16.31 (за місцевим часом), у центрі міста Болу турецької провінції Болу, стався землетрус магнітудою 3,7 M ww. Осередок підземних поштовхів залягав на глибині 7,14 км.
8 травня, о 23:20 (за місцевим часом), в районі Челікхан провінції Адияман, що постраждала від землетрусів 6 лютого, було зафіксовано землетрус магнітудою 4,6 M ww. За повідомленням Директорату з ліквідації наслідків стихійних лих і надзвичайних ситуацій (AFAD), епіцентр землетрусу знаходився на глибині 8,64 км.
18 червня, в м. Пютюрге турецької провінції Малатія на сході країни, стався сильно відчутний (за шкалою інтенсивності МSK-64) землетрус магнітудою 4,6 балів (за шкалою Ріхтера). Згідно з повідомленням Директорату з ліквідації наслідків стихійних лих і надзвичайних ситуацій (AFAD), землетрус було зафіксовано о 18:36 (за місцевим часом) на глибині 7,06 км. Також, того ж дня, землетрус магнітудою в 4 бали було зафіксовано о 23:59 (за місцевим часом) в районі селища Саімбейлі турецької провінції Адана.
25 липня, о 08:44 (за місцевим часом), на півдні Туреччини зафіксовано помірний (за шкалою інтенсивності МSK-64) землетрус магнітудою 5,5 балів за (шкалою Ріхтера). За повідомленням Daily Sabah, з посиланням на Директорат з ліквідації наслідків стихійних лих і надзвичайних ситуацій (AFAD), землетрус стався у південній турецькій Адана, його епіцентр зафіксували у місті Козан, відповідно гіпоцентр залягав на глибині понад 11 км. Землетрус відчувався також в сусідніх провінціях Діярбакир, Ґазіантеп, Османіє та Мерсін.
10 серпня, в турецькій  провінції Малатья стався помірний (за шкалою інтенсивності МSK-64) землетрус. За даними Турецького сейсмологічного агентства, магнітуда підземних поштовхів становила 5,3 балів (за шкалою Ріхтера). Епіцентр землетрусу був зафіксований на глибині 7 км на околицях міста Єшилюрт. Землетрус відчули також жителі сусідніх провінцій. Як повідомляли турецькі ЗМІ, відразу ж після підземних поштовхів, багато наляканих людей відразу покинули своє житло, дехто вибирав для цього найкоротший шлях, вистрибуючи з балконів. Міністр внутрішніх справ Туреччини Алі Ерлікая повідомив, що через страх та паніку, внаслідок падіння з висоти, 22 громадян отримали легкі травми.
23 вересня, об 11:22 (за місцевим часом), на сході Туреччини в районі Гьоксун провінції Кахраманмараш, там, де були й епіцентри руйнівних землетрусів у лютому цього року, стався сильно відчутний (за шкалою інтенсивності МSK-64) землетрус силою 4,6 балів (за шкалою Ріхтера). За повідомленням Директорату з ліквідації наслідків стихійних лих і надзвичайних ситуацій (AFAD), епіцентр землетрусу знаходився на глибині 8,48 км.
8 жовтня, близько 01:00 (за місцевим часом), на сході Туреччини в районі Єшільюрт провінції Малатія стався сильно відчутний (за шкалою інтенсивності МSK-64) землетрус магнітудою 4,4 балів. За повідомленням Директорату з ліквідації наслідків стихійних лих і надзвичайних ситуацій (AFAD), епіцентр землетрусу знаходився на глибині 5,93 км. Провінція Малатія є однією з тих, що постраждали від потужного землетрусу на сході Туреччини в лютому 2023 року.
3 листопада, у Середземному морі за 160,78 км від району Датча в провінції Мугла на південному заході Туреччини стався сильно відчутний (за шкалою інтенсивності МSK-64) землетрус магнітудою 4,1 балів. Згідно з повідомленням Директорату з ліквідації наслідків стихійних лих і надзвичайних ситуацій (AFAD), гіпоцентр землетрусу знаходився під землею на глибині 11,22 км.
23 листопада, на сході Туреччини, де на початку лютого 2023 року відбулася серія руйнівних землетрусів, зафіксовані нові підземні поштовхи силою 5,2 та 4,7 балів (за шкалою Ріхтера). Згідно з повідомленням Директорату з ліквідації наслідків стихійних лих і надзвичайних ситуацій (AFAD), землетрус магнітудою 5,2 балів (за шкалою Ріхтера) стався о 17:46 в районі Батталгазі провінції Малатья. Його гіпоцентр знаходився на глибині 6,99 км. Після цього стався ще один землетрус, магнітудою 4,7 балів, з епіцентром у тому ж районі.
4 грудня, о 10:42 за місцевим часом (09:42 за київським), в Мармуровому морі поблизу узбережжя Туреччини, стався помірний (за шкалою інтенсивності МSK-64) землетрус магнітудою 5,1 балів (за шкалою Ріхтера). За повідомленням Директорату з ліквідації наслідків стихійних лих і надзвичайних ситуацій (AFAD), епіцентр землетрусу був розташований в затоці Гемлік (в районі Муданії, що в провінції Бурса) на глибині 8,98 км.
17 грудня, о 20:33 за місцевим часом (19:33 за київським), у Середземному морі, неподалік відомого курорту та місця туристичного паломництва Фетхіє, що на південному заході Туреччини, стався сильно відчутний (за шкалою інтенсивності МSK-64) землетрус силою 4,0 балів (за шкалою Ріхтера). Згідно посилання на Директорат з ліквідації наслідків стихійних лих і надзвичайних ситуацій (AFAD), землетрус стався на відстані 21,99 км від Фетхіє, епіцентр землетрусу розташовувався на глибині 29,62 км.

### 2024
19 січня, в Егейському морі поблизу острова Евбея, що на відстані 215,82 км від турецького міста Чешме в провінції Ізмір стався сильно відчутний (за шкалою інтенсивності МSK-64) землетрус силою 4,4 балів (за шкалою Ріхтера). З посиланням на Директорат з ліквідації наслідків стихійних лих і надзвичайних ситуацій (AFAD), гіпоцентр землетрусу знаходився на глибині 9,94 км.
27 лютого, поблизу міста Чанаккале в Туреччині стався сильно відчутний (за шкалою інтенсивності МSK-64) землетрус магнітудою 4,5 балів (за шкалою Ріхтера). За повідомленням BNN, гіпоцентр землетрусу перебував на глибині 6,9 км у районі Біга. Експерти попередили про можливе підвищення сейсмічної активності.
18 квітня, о 18:11:25 (за київським часом), Головного центру спеціального контролю ДКАУ зареєстровано помірний (за шкалою інтенсивності МSK-64) землетрус з центральної частини Туреччини, магнітудою 5,4 балів (за шкалою Ріхтера). Джерело землетрусу знаходилось на глибині 11 км. За класифікацією землетрусів відноситься до сильно помірних. Водночас, Директорат із запобігань наслідкам надзвичайних ситуацій (AFAD) повідомив, що землетрус, який стався об 18:11 за місцевим часом (однаковий з київським) у районі Сулусарай у провінції Токат був силою  5,6 балів (за шкалою Ріхтера).
24 квітня, о 17:57 (за київським часом), на півночі Туреччини, в провінції Чорум, стався сильно відчутний (за шкалою інтенсивності МSK-64) землетрус силою магнітудою 4,4 балів (за шкалою Ріхтера). З посиланням на Директорат з ліквідації наслідків стихійних лих і надзвичайних ситуацій (AFAD), гіпоцентр землетрусу знаходився на глибині 13,26 км.
27 травня, о 00:38 (за місцевим часом), в Мармуровому морі, поблизу Стамбула стався відчутний (за шкалою інтенсивності МSK-64) землетрус силою 3,8 балів (за шкалою Ріхтера). За повідомленням AFAD, епіцентр землетрусу знаходився на відстані 25,1 км від стамбульського району Бююкчекмедже на глибині 7 км.
5 червня, на південному сході Туреччини, в провінції Хатай, де було найбільше руйнувань та жертв внаслідок землетрусу у лютому 2023  року, зафіксовано сильно відчутний (за шкалою інтенсивності МSK-64) землетрус магнітудою 4,1 балів (за шкалою Ріхтера). За даними AFAD, епіцентр землетрусу знаходився у районі Самандаг провінції Хатай на глибині 6,02 км.
4 вересня, о 00:29 (за місцевим часом), у Середземному морі поблизу району Акденіз провінції Мерсін стався сильно відчутний (за шкалою інтенсивності МSK-64) землетрус силою 4,8 балів (за шкалою Ріхтера). За даними AFAD, гіпоцентр землетрусу знаходився в морі на глибині 12,22 км.
7 вересня, о 09.31 (за місцевим часом), у провінції Кахраманмараш, де знаходилися епіцентри руйнівних землетрусів у лютому 2023 року, зафіксовано помірний (за шкалою інтенсивності МSK-64) землетрус силою 5,0 балів (за шкалою Ріхтера). За даними AFAD, гіпоцентр землетрусу перебував на глибині 7 км.
11 жовтня, о 10:16:40 (за київським часом), Головним центром спеціального контролю ДКАУ в Чорному морі зареєстровано помірний (за шкалою інтенсивності МSK-64) землетрус магнітудою 5,2 балів (за шкалою Ріхтера). Епіцентр землетрусу знаходився у Чорному морі, ближче до узбережжя Туреччини, а саме — приблизно за 150 км від провінції Бартин. Гіпоцентр землетрусу розташовувався на глибині 10 км. Поштовхи відчули також у болгарському місті Добричі.
16 жовтня, о 10:46:32 (за київським часом), Головним центром спеціального контролю ДКАУ в Східній частині Туреччини зареєстровано помірний (за шкалою інтенсивності МSK-64) землетрус магнітудою 5,9 балів (за шкалою Ріхтера). Гіпоцентр землетрусу знаходився на глибині 11 км.
23 грудня, о 21:09 (за київським часом), в Середземному морі біля узбережжя району Датча в провінції Мугла, що на південному заході Туреччини, стався сильно відчутний (за шкалою інтенсивності МSK-64) землетрус магнітудою 4,7 балів (за шкалою Ріхтера). Епіцентр землетрусу зафіксовано на відстані 224,21 км від узбережжя, гіпоцентр знаходився на глибині 7,03 км.

### 2025
21 січня, о 22:38 (за київським часом), поблизу узбережжя району Айваджик у провінції Чанаккале, що на південному заході Туреччини, стався помірний (за шкалою інтенсивності МSK-64) землетрус магнітудою 5,2 балів (за шкалою Ріхтера). За повідомленням AFAD, епіцентр землетрусу знаходився в Егейському морі на відстані 6,62 км від узбережжя, гіпоцентр землетрусу залягав на глибині — 8,65 км. За даними турецьких ЗМІ, поштовхи були відчутні на південному, західному та південно-західному узбережжях Туреччини. Інформації про руйнування та жертви — не надходило.
23 квітня, о 12:49 (за місцевим часом), в Туреччині стався сильно помірний (за шкалою інтенсивності МSK-64) землетрус магнітудою понад 6,0 балів (за шкалою Ріхтера). Епіцентр землетрусу знаходився в районі міста Селімбрія, що на березі Мармурового моря, західніше Стамбула. За першими оцінками, магнітуда становила 6,2 балів (за шкалою Ріхтера), гіпоцентр землетрусу залягав на глибині 7 км. Того ж дня, о 13:02:35 (за київським часом), Головним центром спеціального контролю ДКАУ в західній частині Туреччини було зафіксовано другий землетрус магнітудою 5,4 балів (за шкалою Ріхтера), гіпоцентр землетрусу залягав на глибині 9 км. Згідно повідомлення міністра охорони здоров’я Туреччини, внаслідок землетрусів, кількість постраждалих у Стамбулі досягла 236 чоловік. Після головного поштовху землетрусу в Стамбулі було зареєстровано 184 афтершоки, сім з них магнітудою 4,0 бали (за шкалою Ріхтера) і вище.
27 квітня, о 21:09 (за київським часом), на сході Туреччини стався сильно відчутний (за шкалою інтенсивності МSK-64) землетрус магнітудою 4,9 балів (за шкалою Ріхтера). Епіцентр землетрусу знаходився в районі Сіврідже провінції Елязиг, гіпоцентр землетрусу залягав на глибині 11,31 км.
27 квітня, о 22:43 (за київським часом), у Мармуровому морі поблизу узбережжя Туреччини стався стався сильно відчутний (за шкалою інтенсивності МSK-64) землетрус магнітудою 3,5 бали (за шкалою Ріхтера). Епіцентр землетрусу знаходився на відстані 21 км від стамбульського району Бююкчекмедже.
28 квітня, о 02:45 та 07:21 (за київським часом), на заході Туреччини зафіксовано два сильно відчутні (за шкалою інтенсивності МSK-64) землетруси магнітудою силою 3,9 балів (за шкалою Ріхтера). Епіцентри землетрусів знаходилися в районі Сімав у провінції Кютаг'я.
15 травня, о 15:46 (за місцевим часом), в Туреччині стався помірний (за шкалою інтенсивності МSK-64) землетрус магнітудою 5,2 балів (за шкалою Ріхтера). За повідомленням AFAD, епіцентр землетрусу знаходився в районі міста Конья-Кулу провінції Конья. Гіпоцентр землетрусу залягав на глибині 18 км. Видання TRT Haber додало, що поштовхи, крім Анкари, відчувалися також у прилеглих провінціях.
3 червня, о 02:17 (за місцевим часом), у Середземному морі поблизу узбережжя Туреччини, в районі міста Мармарис, стався помірний (за шкалою інтенсивності МSK-64) землетрус магнітудою 5,8 балів (за шкалою Ріхтера). Згідно повідомлення The Mirror, підземні поштовхи відчувалися також на грецькому острові Родос. В результаті землетрусу, в Туреччині загинула 14-річна дівчинка, 69 людей постраждало.
10 серпня, о 19:53 (за місцевим часом), в районі Синдирґи провінції Баликесір зафіксовано сильно помірний (за шкалою інтенсивності МSK-64) землетрус магнітудою 6,1 балів (за шкалою Ріхтера). Гіпоцентр землетрусу залягав на глибині близько 11 км. Коливання відчувалися також у Стамбулі та Ізмірі, а також у прилеглих областях. Менш ніж через півгодини, о 20:15 (за місцевим часом), у тому ж районі стався повторний землетрус, але меншої інтенсивності — магнітудою 4,6 балів (за шкалою Ріхтера). В результаті землетрусу загинула 1 людина, 29 отримали травми, обвалилося понад 10 будівель. Станом на 09:00, 12 серпня, в районі Синдирґи провінції Баликесір сталося 786 афтершоків.